# Chanteur des rues

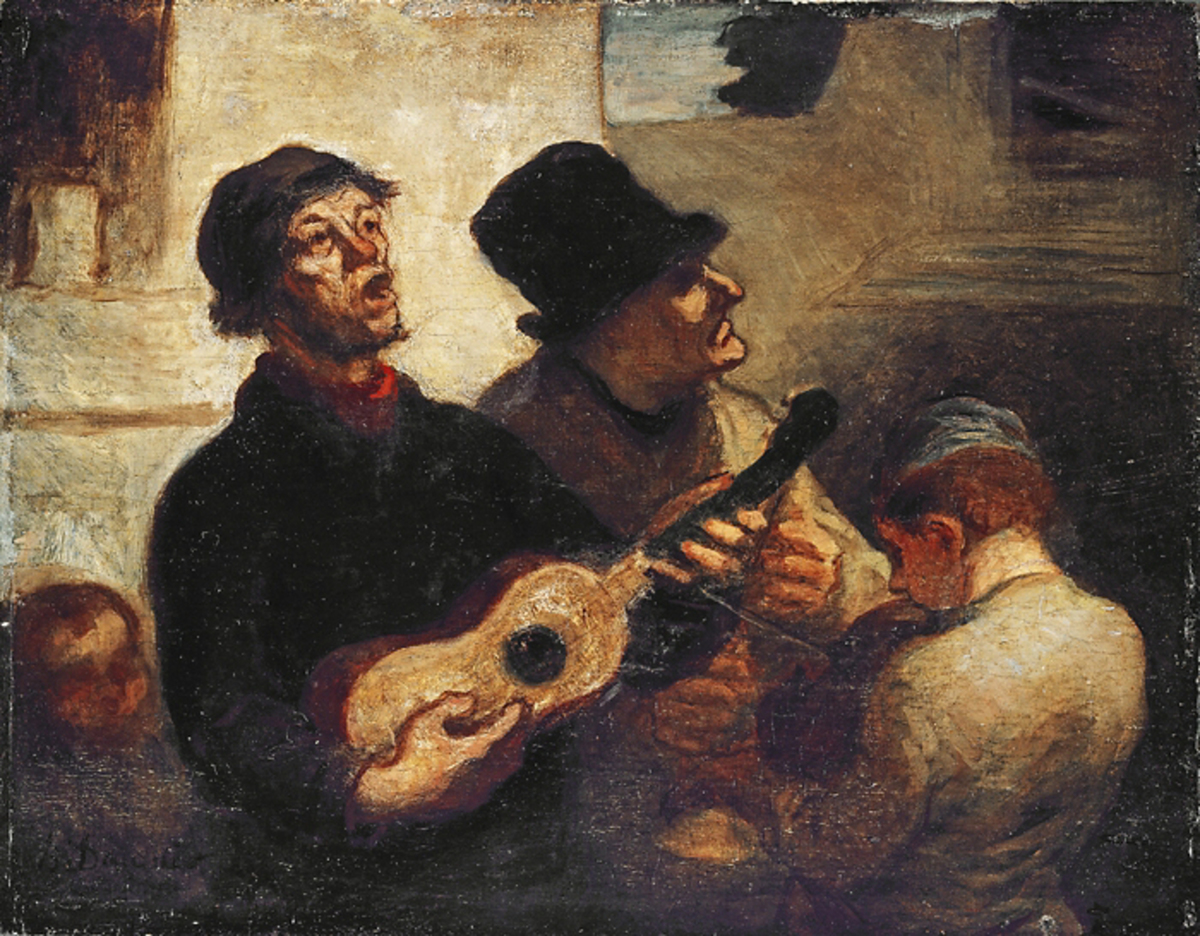
Les Chanteurs de rue, vers 1860
Honoré Daumier,
Musée d'Art et d'Histoire de Genève

Chanteur des rues est un ancien métier qui consistait à chanter des chansons populaires dans la rue.

## Historique
Du temps où il n'y avait ni microsillon, ni juke-boxes, ni radio ou télévision, les chansons populaires n'étaient répandues que via les chanteurs de rues.
Avec une voix forte qui porte, ou aidé d'un porte-voix, le chanteur de rue entonnait sur la voie publique des chansons du répertoire populaire. Il était rétribué pour sa prestation, ou alors en vendant des feuilles dites des « formats » qui comprenaient la partition et les paroles des chansons chantées.
En général, les exécutants étaient au moins deux, un qui chantait et l'autre qui vendait les formats.
Dans la tradition djerbienne, le boussadia est un chanteur et danseur, également percussionniste (tambour, castagnettes) qui va de village en village.

## Artistes de rue

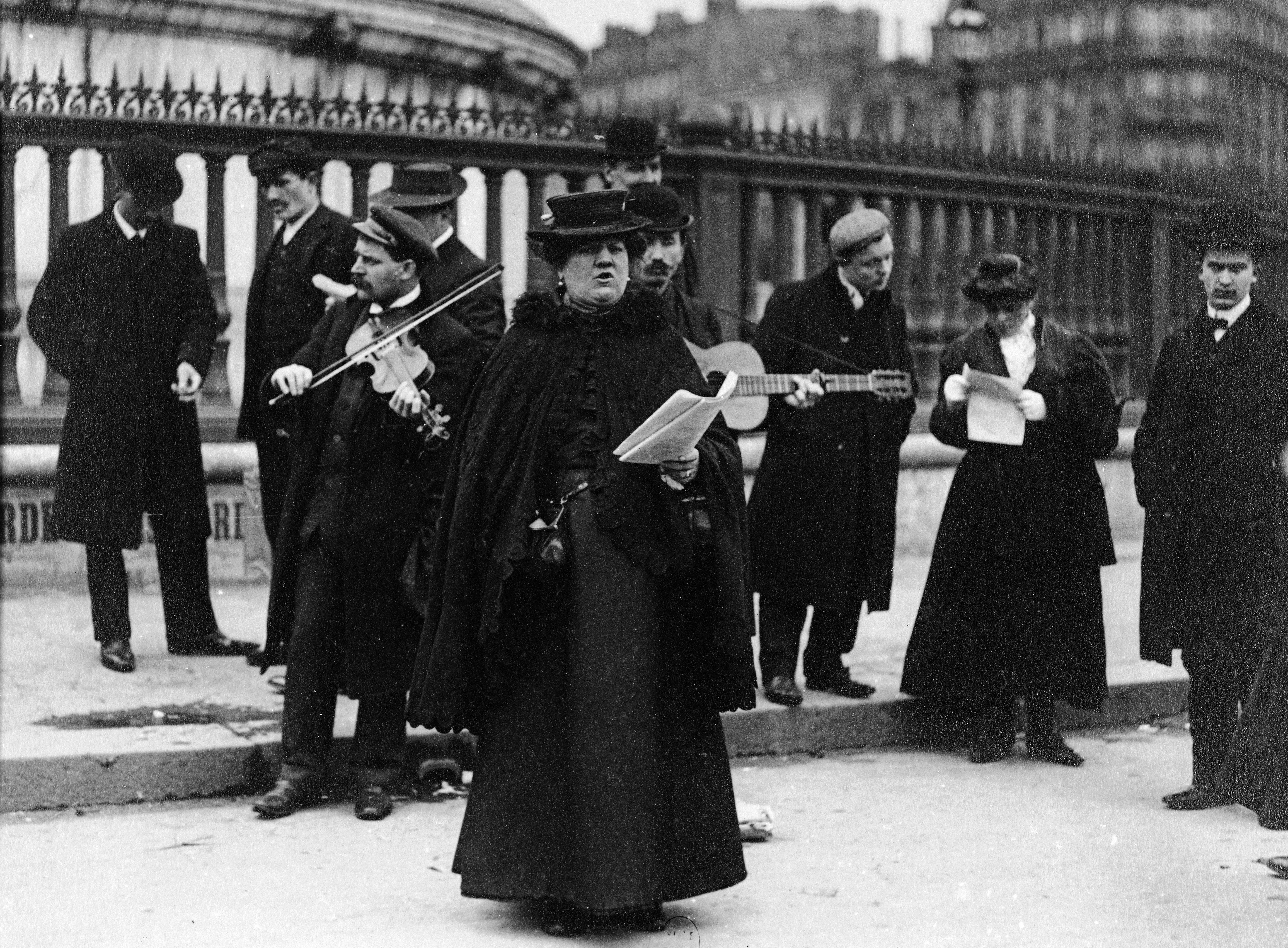
Chanteurs des rues photographiés par Louis Vert à Paris entre 1900 et 1906.

- Sœurs Amadou, chanteuses de rues du XIXe siècle, à Nantes.
- Aubert, célèbre chanteur des rues de Paris du XVIIIe siècle et XIXe siècle.
- Édith Piaf a commencé sa carrière artistique comme chanteuse des rues.
- Lily Lian, présentée comme ayant été la dernière à avoir exercé le métier de chanteuse des rues à Paris.

## Dans les arts

Chanteurs des rues
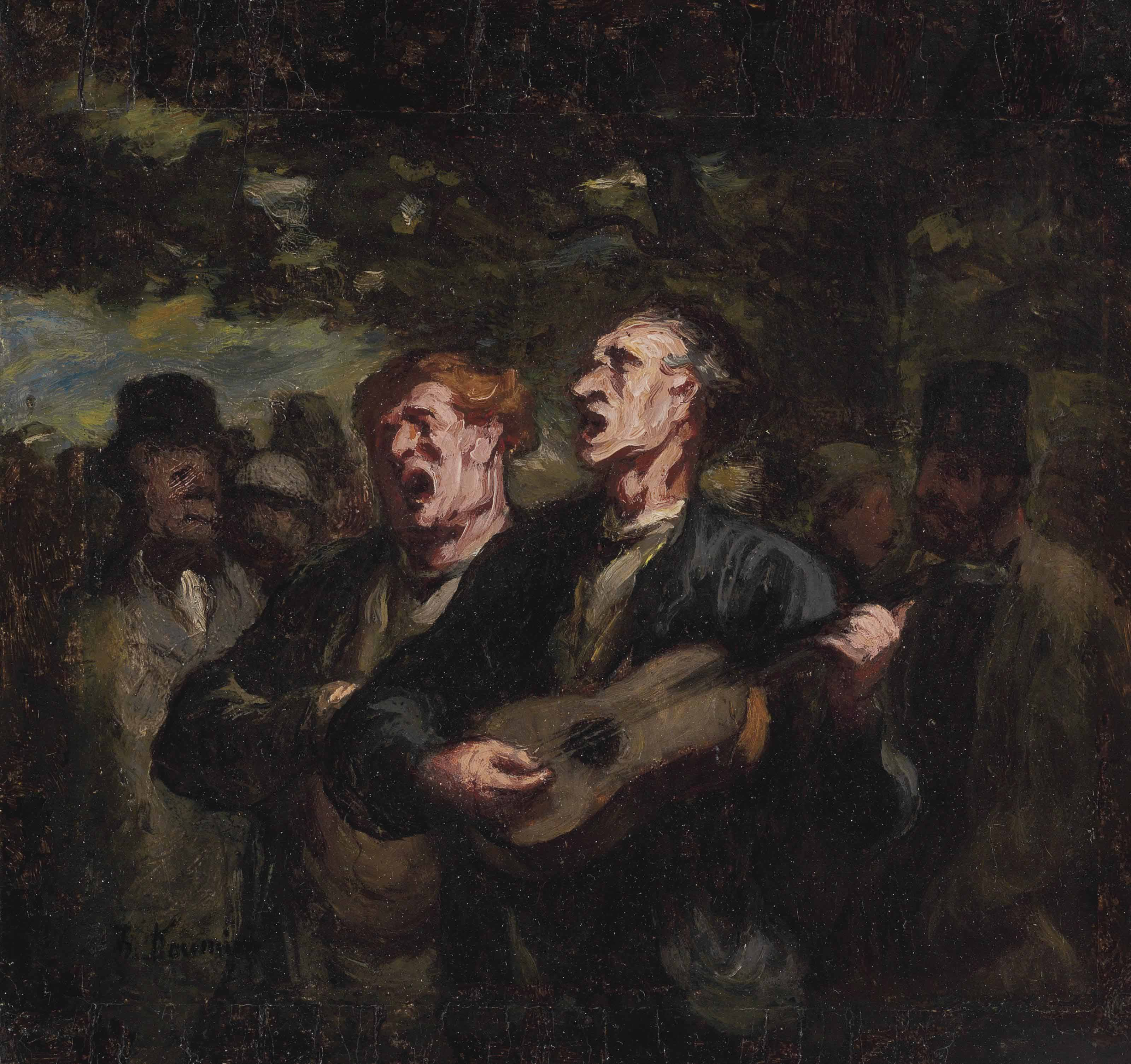
Chanteurs de rue, 1856-1862, Honoré Daumier
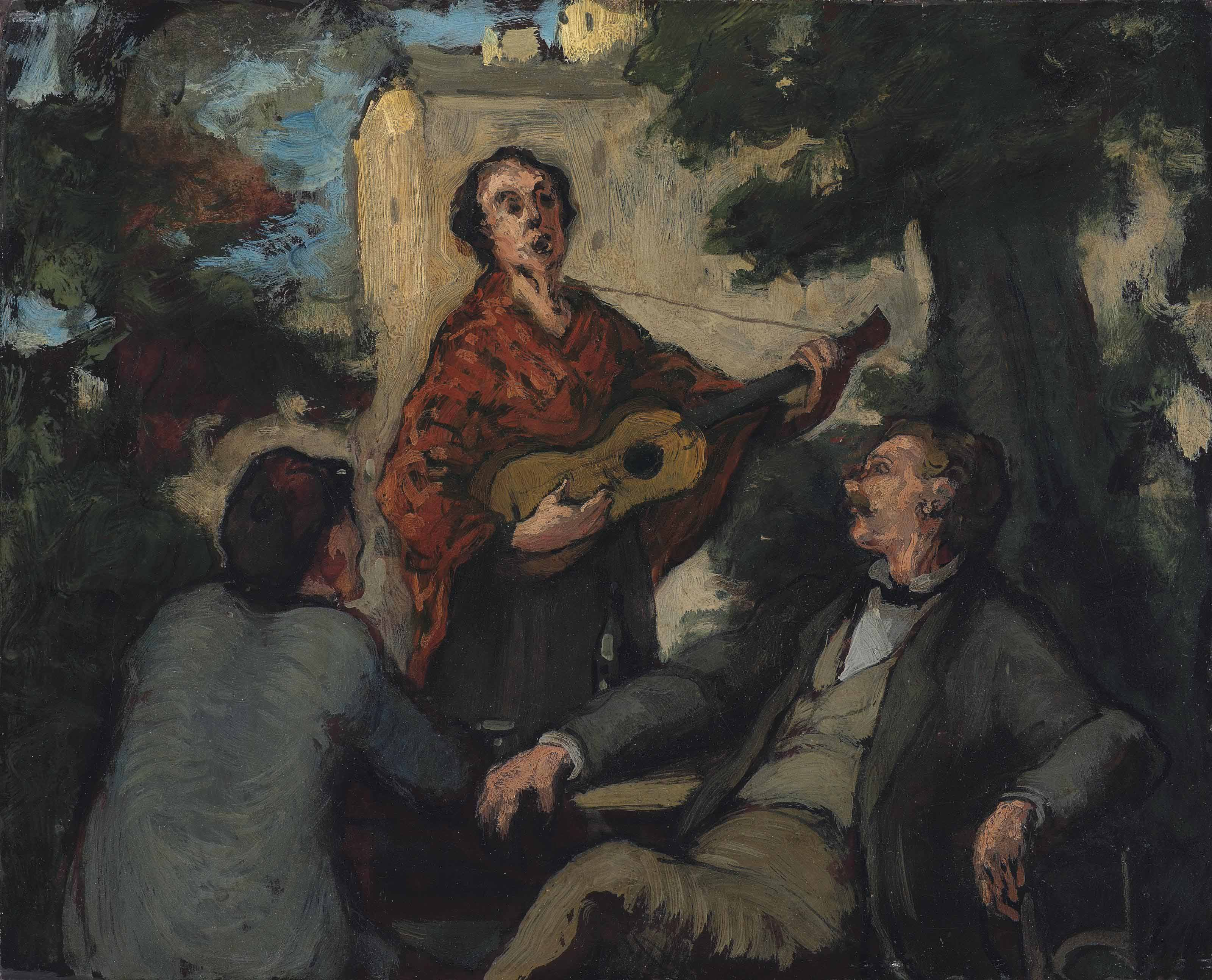
La Chanteuse de Rue Honoré Daumier
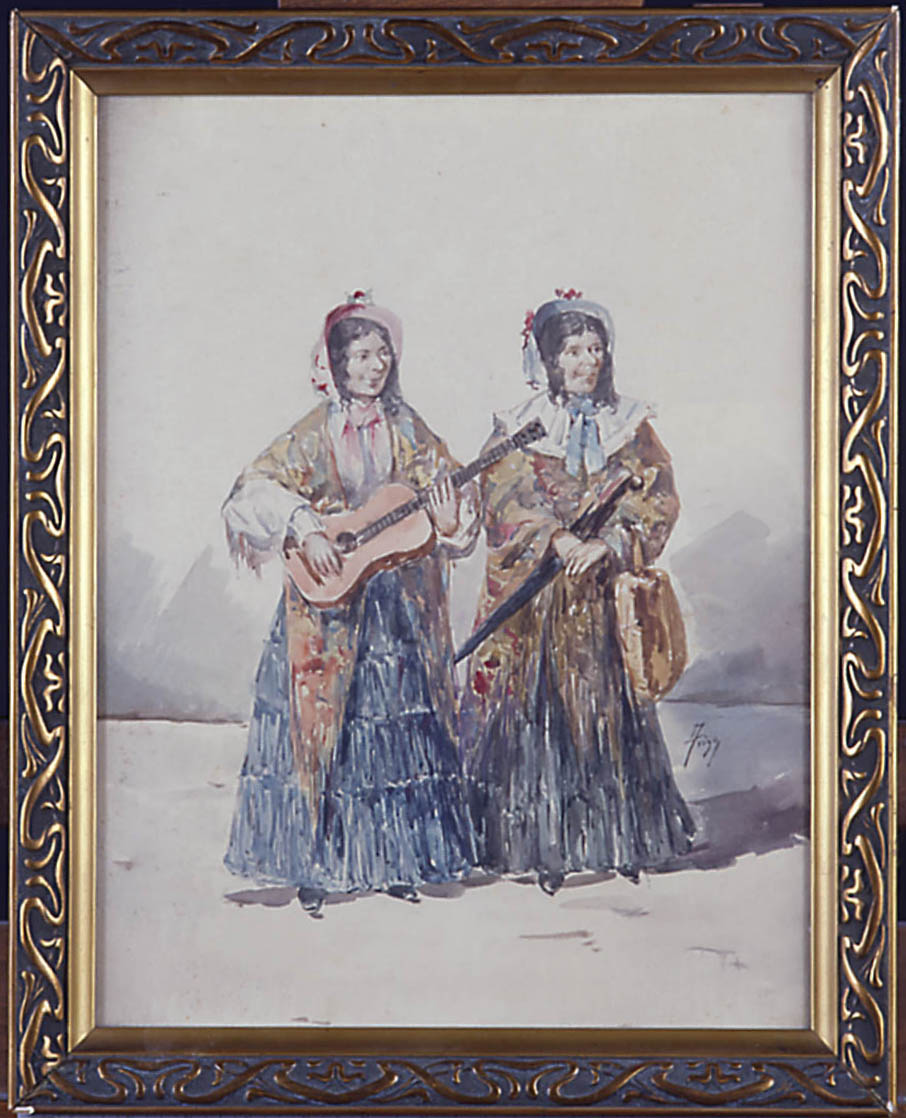
Les sœurs Amadou, aquarelle, Pierre-Cénon Trigo, Musée d'histoire de Nantes

- Dans le film La Chienne sorti en 1931 et réalisé par Jean Renoir, les chanteurs de rues sont immortalisés dans une scène clé. Au moment où l'amant trompé (Michel Simon) tue sa maîtresse (Janie Marèze) et l'arrivée du souteneur (Georges Flamant) qui découvre le meurtre, un groupe de chanteurs joue au pied de l'immeuble où a lieu le crime.
- Le photographe Robert Doisneau travaillant sur une série de clichés illustrant les petits métiers parisiens, photographia la chanteuse de rue Lily Lian à proximité de la gare de Lyon au lendemain de la Libération.
- Le chanteur Michel Sardou narre cette profession dans sa chanson Chanteur des rues, sortie en 1992 dans son album Le Bac G.